# William Zorach
William Zorach, nascut Zorach Gorfinkel (28 de febrer de 1887-15 de novembre de 1966) va ser un escultor, pintor, impressor i escriptor lituà-nord-americà guanyador de la Medalla Logan de les Arts (Logan Medal of the arts).
Va emigrar amb la seva família als Estats Units l'any 1893 i es van establir a Cleveland (Ohio) sota el nom de Finkelstein; i un mestre de l'escola va canviar el seu primer nom a William.
Es va casar amb Marguerite Thompson, i la parella va adoptar Zorach, el nom original de William, com a cognom comú.

## Algunes obres

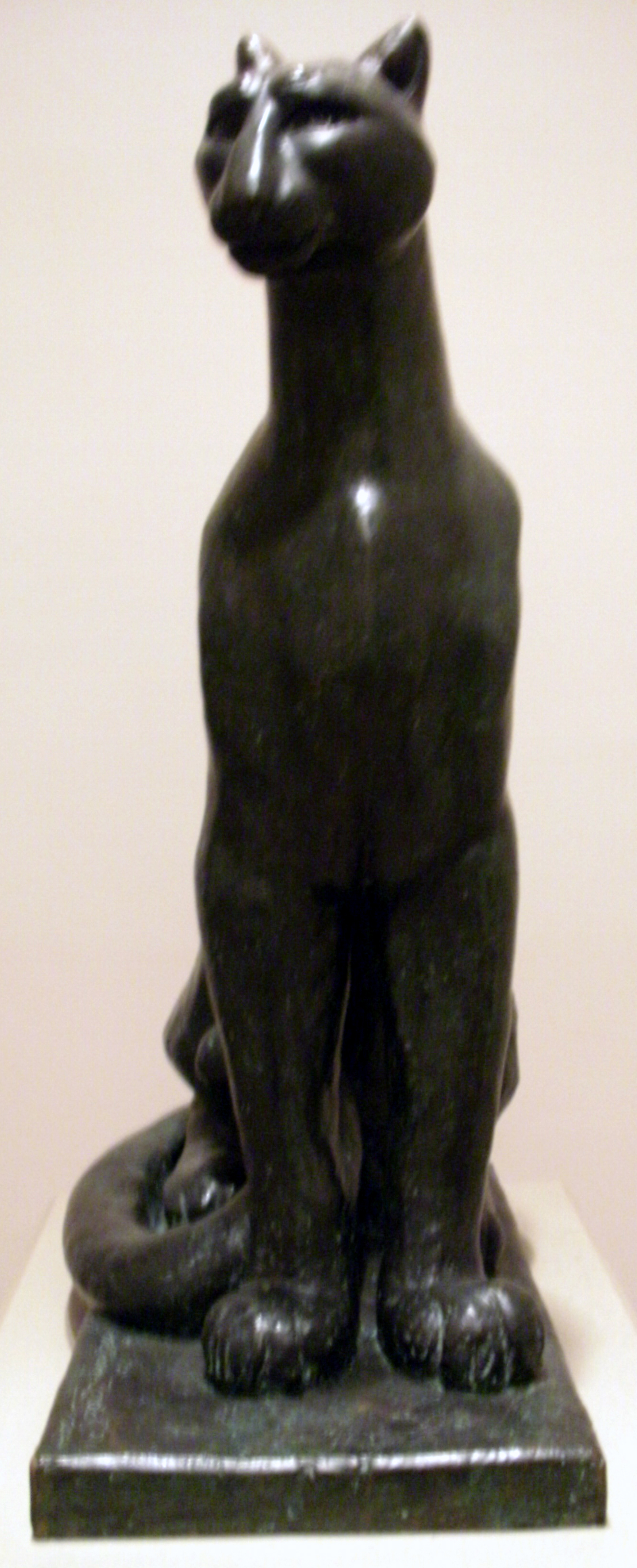
Puma, al National Gallery of Art
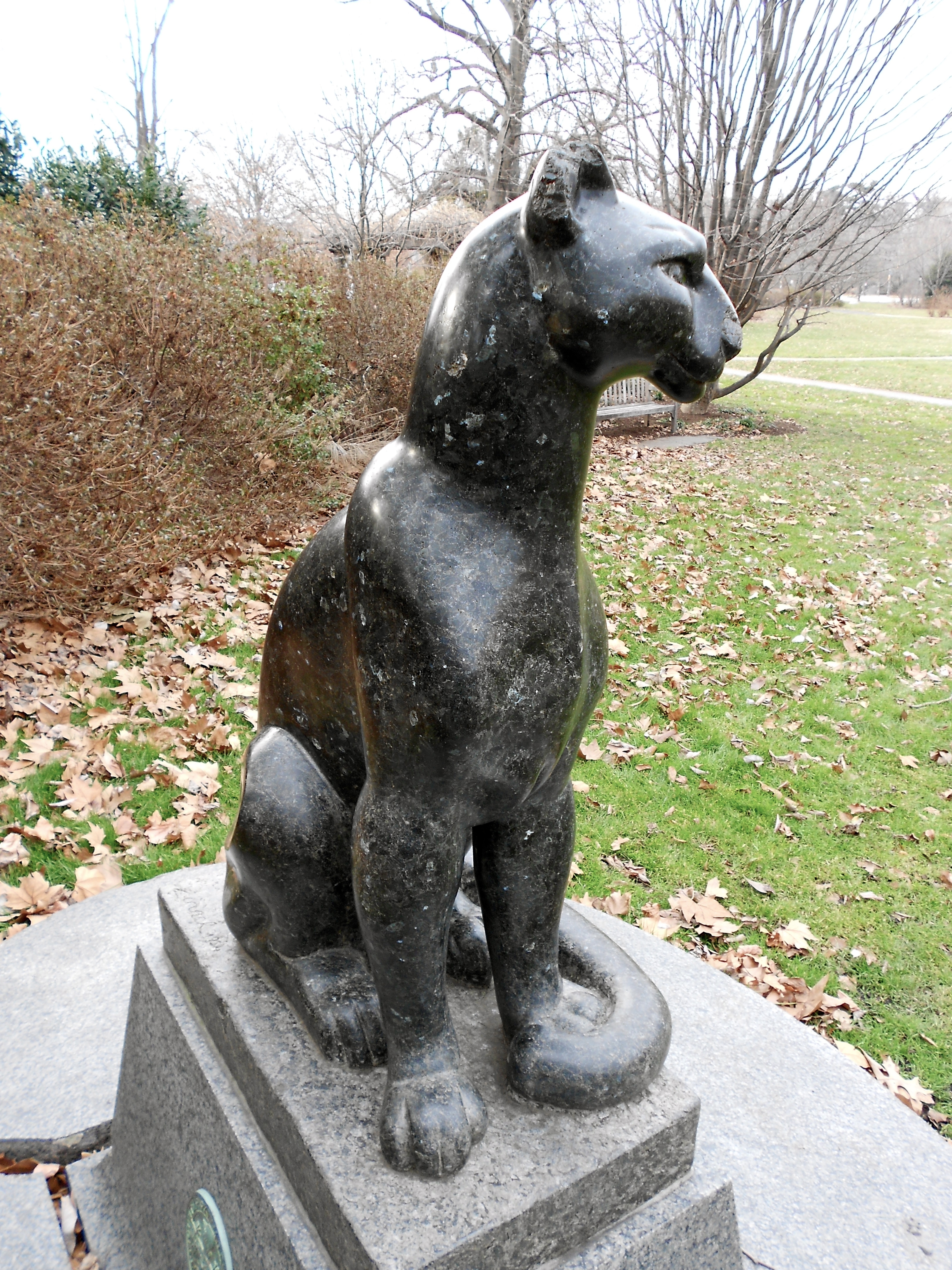
Puma
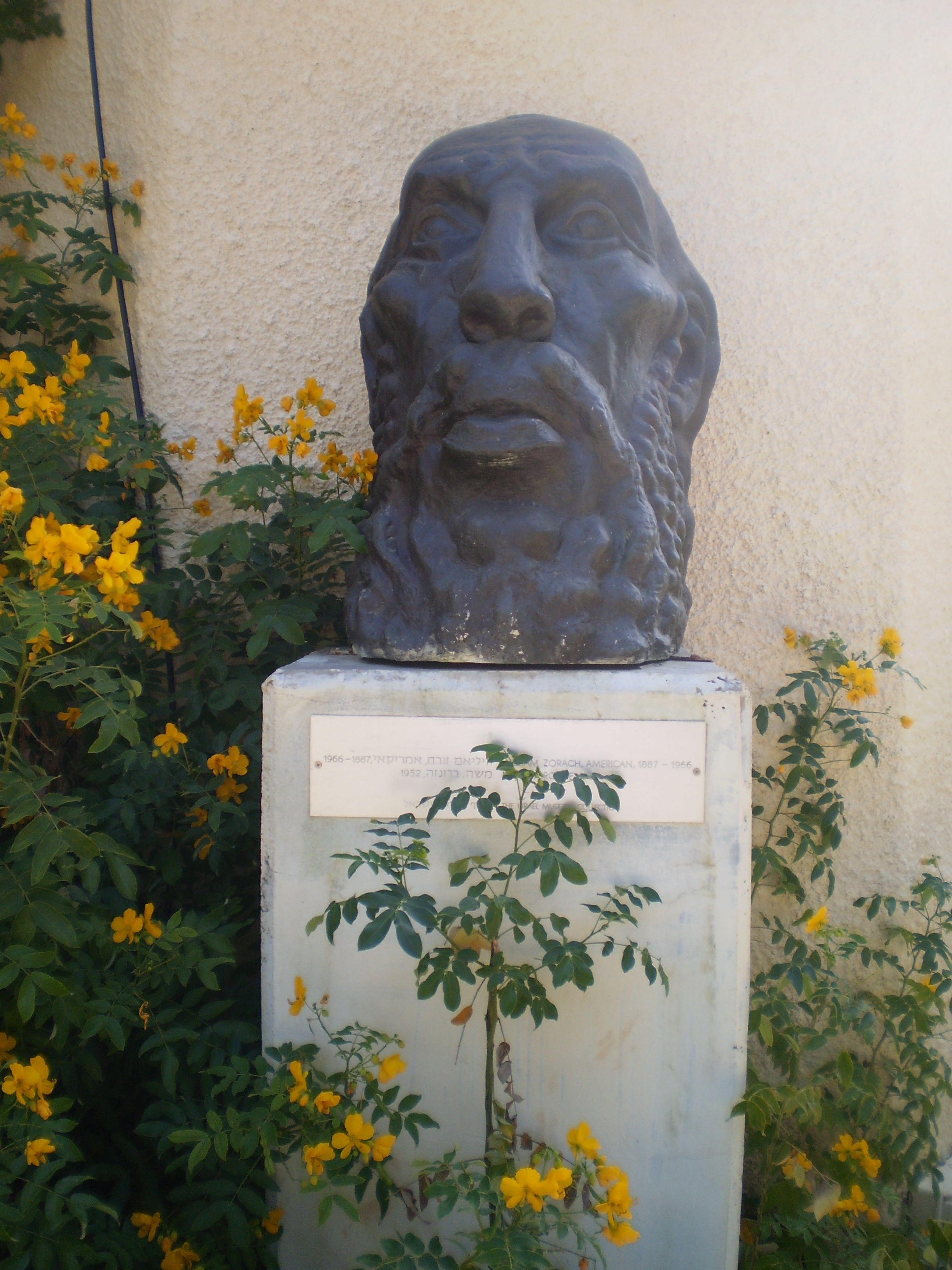
Moses
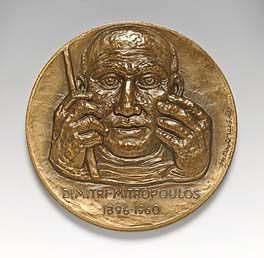
Dimitri Mitriopoulos, International Music Competition Medal
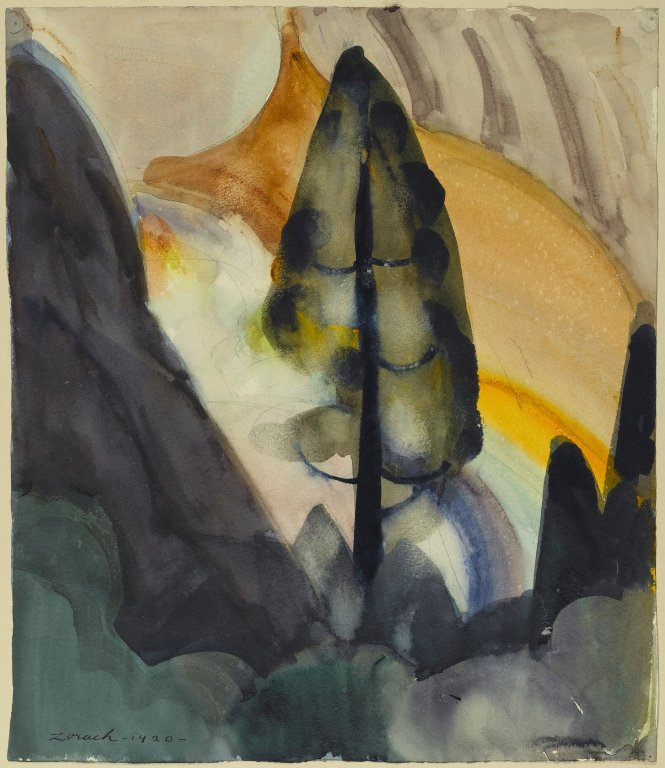
Brooklyn Museum - Tree - Yosemite - William Zorach -
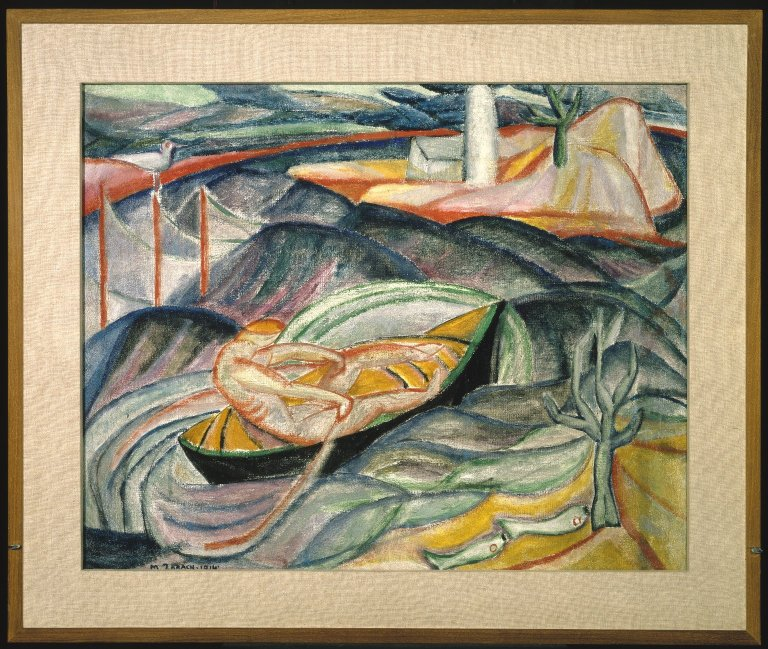
Brooklyn Museum - Skiff in Waves i Figures in Landscape- Marguerite Thompson Zorach
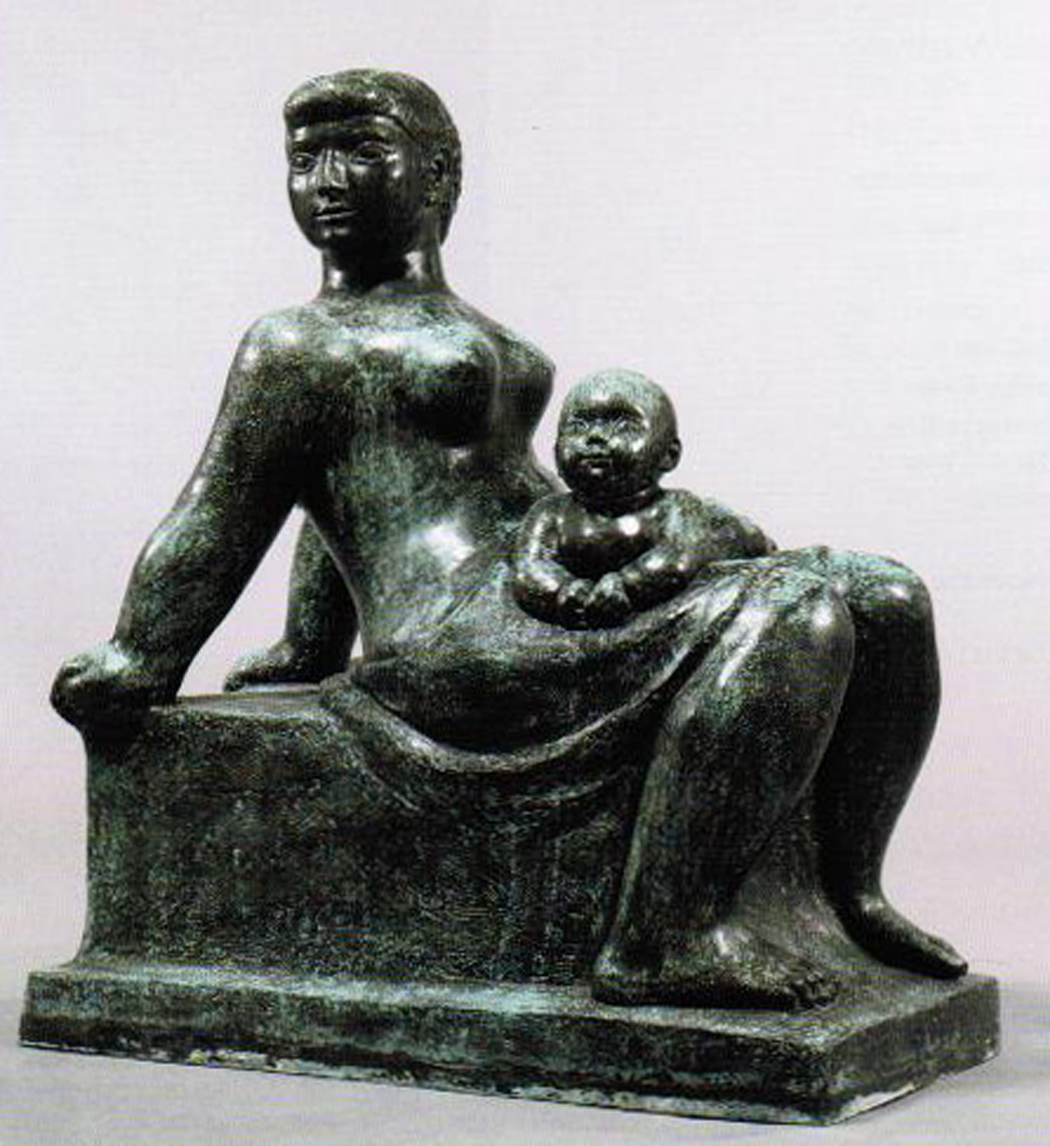
New Horizons. escultura de bronze 1951.
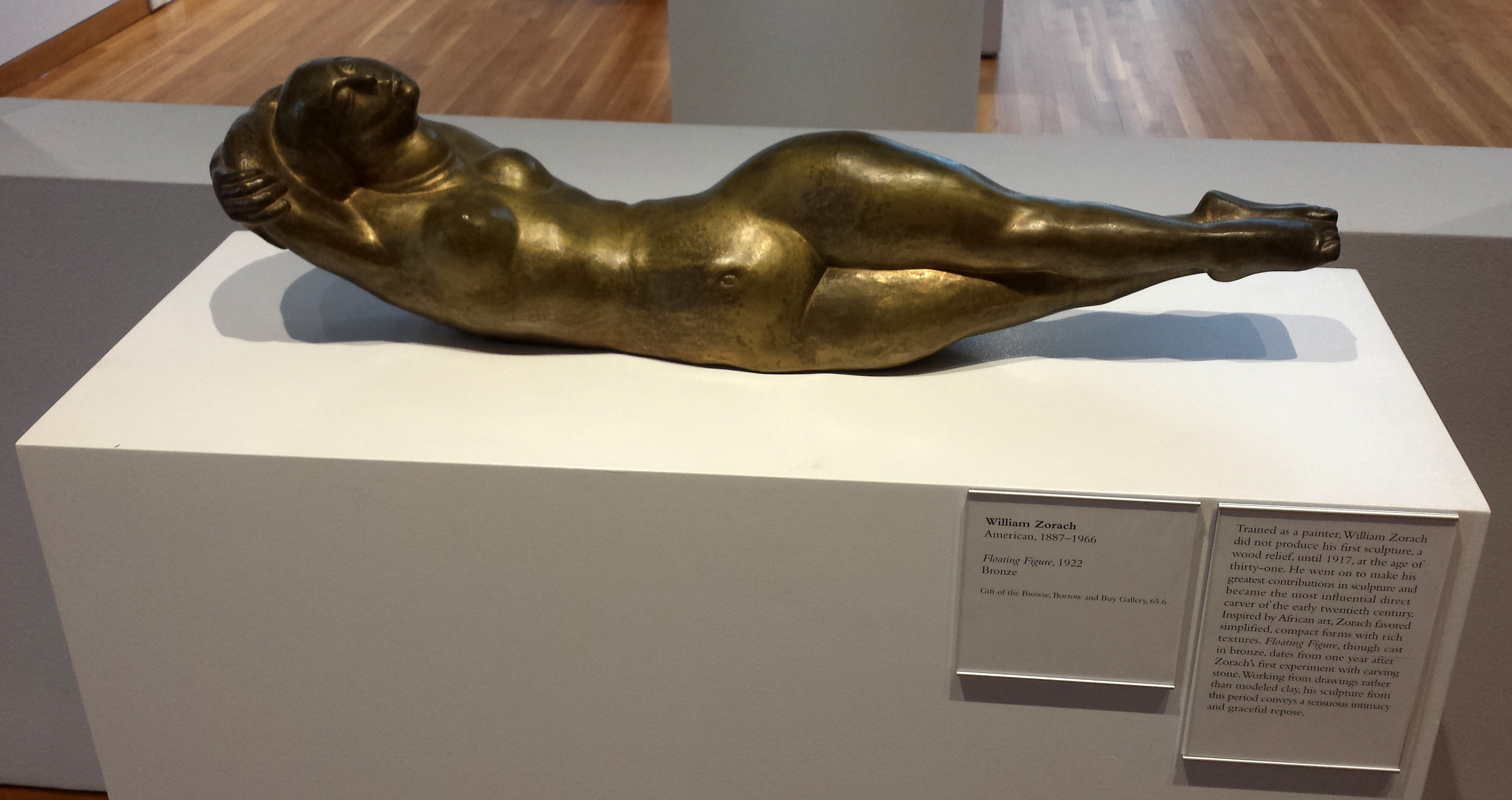
William Zorach, Floating Figure. 1922. Bronze. High Museum of Art, Atlanta, Georgia.